# Richard Chizmar
Œuvres principales
- Gwendy et la Boîte à boutons
- La Plume magique de Gwendy

Richard Chizmar, né en 1965, est un écrivain, éditeur et scénariste américain.

## Biographie
Richard Chizmar crée le magazine Cemetary Dance en 1988 alors qu'il est étudiant en journalisme à l'université du Maryland. Ce magazine publie des nouvelles d'horreur et de suspense, dont les siennes, et Chizmar remporte pour son travail à la tête de ce magazine un prix World Fantasy spécial en 1991 ainsi que le prix Bram-Stoker 1998 de la presse spécialisée. Il fonde en 1992 la maison d'édition Cemetery Dance Publications qui publie notamment des anthologies d'histoires d'horreur et des éditions limitées de romans d'écrivains tels que Stephen King, Dean Koontz et Joe R. Lansdale. Chizmar remporte en 1999 un autre prix World Fantasy spécial pour son travail d'éditeur. En 2017, il coécrit avec Stephen King le roman court Gwendy et la Boîte à boutons puis il en écrit seul sa suite, La Plume magique de Gwendy, parue en 2019.
Richard Chizmar a également créé avec Johnathon Schaech la société de production Chesapeake Films et a coécrit avec Schaech les scénarios du film Road House 2 (2006) et d'épisodes des séries télévisées Masters of Horror et Fear Itself.

## Œuvres

### SérieGwendy Peterson
1. Gwendy et la Boîte à boutons, Le Livre de poche, 2018 ((en) Gwendy's Button Box, 2017), trad. Michel Pagel, 160 p.  (ISBN 978-2-253-08357-3)Écrit avec Stephen King.
2. La Plume magique de Gwendy, Le Livre de poche, 2021 ((en) Gwendy's Magic Feather, 2019), trad. Michel Pagel, 320 p.  (ISBN 978-2-253-26061-5)
3. La Dernière Mission de Gwendy, Le Livre de poche, 2023 ((en) Gwendy's Final Task, 2022), trad. Michel Pagel, 352 p.  (ISBN 978-2-253-93701-2)Écrit avec Stephen King.

### Romans indépendants
- À la poursuite du Croquemitaine, 2021 ((en) Chasing the Boogeyman, 2021), trad. Michel Pagel, 432 p.  (ISBN 978-2-253-10347-9)
- (en) Memorials, 2024

### Recueils de nouvelles
- (en) Midnight Promises, 1996
- (en) Monsters and Other Stories, 1998
- (en) A Long December, 2016
- (en) Darkness Whispers, 2017Écrit avec Brian James Freeman (en).
- (en) The Long Way Home, 2018